# Ligné, Loire-Atlantique
Ligné är en kommun i departementet Loire-Atlantique i regionen Pays de la Loire i nordvästra Frankrike. Kommunen ligger i kantonen Ligné som tillhör arrondissementet Ancenis. År 2022 hade Ligné 5 593 invånare.

## Befolkningsutveckling
Antalet invånare i kommunen Ligné
| Referens: INSEE |